# Кір Роял (коктейль)
Кір Роял (англ. Kir Royal) — французький коктейль, варіація коктейлю Кір. Складається зі смородинового лікеру Crème de cassis, поверх якого наливають шампанське, а не вино, як у традиційному кірі. Аперитив зазвичай подають у фужері.